# Autostrada A2 (Svizzera)
L'autostrada A2 è un'autostrada svizzera. Costituisce il principale asse di transito in direzione longitudinale (da nord ovest a sud) della Svizzera: attraversa il Paese da Basilea a Chiasso toccando Olten, Sursee, Lucerna, Stans, Altdorf, Erstfeld, Göschenen, Airolo, Biasca, Bellinzona, Lugano, fino a raggiungere Chiasso.
Ha interconnessioni con l'Autostrada A3, la A1, la A14, la A8, la A13 e la A24. Il suo intero percorso è integrato nella strada europea E35.
La galleria stradale del San Gottardo fa parte del percorso della A2. Ai due portali del tunnel si creano spesso code o rallentamenti, dovuti all'accensione dei semafori quale misura di sicurezza: in galleria vi sono infatti solo due corsie, una per ogni senso di marcia. Il raddoppio (o completamento), dopo essere stato per anni oggetto di discussione della politica svizzera, è stato accettato in occasione della votazione popolare del 28 febbraio 2016.
La A2 fa parte delle autostrade elvetiche che conoscono il maggior carico di traffico.

## Tabella percorso
Qui di seguito sono indicate le uscite da Basilea verso sud.

Simboli: ↗ = uscita (↘ = uscita normale; → = solamente in direzione Chiasso; ← = solamente in direzione Basilea); ⇆ = svincolo importante; S = area di servizio
 Canton Basilea Città 
- ⇆ 1: (Basilea Wiese svincolo con l'autostrada per la Francia)
- ↗ 2: (←) Stazione di Basilea Bad
- ↗ 3: Basilea Wettstein
- ↗ 4: Basilea Breite, Birsfelden
- ↗ 5: Basilea (città)
- ⇆ 6: (Hagnau svincolo con la J18) Zurigo, Delémont
- ↗ 7: Pratteln, Schweizerhalle, Auhafen, Augst
- S Pratteln

 Canton Basilea Campagna 
- ↗ 8: Liestal
- ↗ 9: (Augst svincolo con la A3)
- ↗ 10: Arisdorf
- ↗ 11: Sissach
- ↗ 12: Diegten
- ↗ 13: (←) Eptingen

 Canton Soletta 
- ↗ 14: Egerkingen

 Canton Argovia 
- ⇆ 15: (Härkingen svincolo con la A1)
- ↗ 16: Rothrist

 Canton Lucerna 
- ⇆ 17: (Wiggertal svincolo con la A1)
- ↗ 18: Reiden
- ↗ 19: Dagmersellen
- ↗ 20: Sursee
- ↗ 21: Sempach
- ↗ 22: Rothenburg (progetto)
- ↗ 23: Emmen Nord
- ⇆ 24: (Rotsee svincolo con la A14)
- ↗ 25: Emmen Süd
- ↗ 26: (→) Lucerna centro
- ↗ 27: Lucerna - Kriens
- ↗ 28: Lucerna - Horw

 Canton Nidvaldo 
- ↗ 29: (→) Hergiswil
- ↗ 30: (→) Lopper (progetto)
- ↗ 29: (←) Hergiswil
- ↗ 31: (→) Stansstad
- ↗ 32: Stans Nord
- ↗ 33: Stans Süd
- ↗ 34: Buochs
- ↗ 35: Beckenried

 Canton Uri 
- ↗ 36: Altdorf
- ↗ 37: Erstfeld
- ↗ 38: Amsteg (Silenen)
- ↗ 39: Wassen
- ↗ 40: Göschenen

 Canton Ticino 
Lo specchietto seguente riproduce il percorso ma si limita alla parte riguardante la Svizzera italiana. Il chilometraggio ufficiale, introdotto negli anni 2010, è unico e parte dal confine italiano. Curiosamente, le uscite sono numerate invece nel senso opposto. La cartellonistica verso sud indica come direzione finale Milano, ponendo l’arteria come una prosecuzione dell’autostrada dei Laghi.
| Basilea - Chiasso Autostrada del San Gottardo |                                                                                   |       |       |         |                |
| Tipologia                                     | Indicazione                                                                       | ↑km↑  | ↓km↓  | Cantone | Strada europea |
|                                               | Svizzera tedesca                                                                  | 114,0 | 0,0   | UR      |                |
|                                               | Galleria stradale del San Gottardo 16,942 km di cui 6,2 km in territorio ticinese | 107,8 | 6,2   | TI      |                |
| 41                                            | Airolo passo del San Gottardo                                                     | 107,0 | 7,0   | TI      |                |
|                                               | area di servizio "San Gottardo sud"                                               | 104,5 | 10,5  | TI      |                |
| 42                                            | Quinto                                                                            | 98,0  | 16,0  | TI      |                |
| 43                                            | Faido                                                                             | 89,0  | 25,0  | TI      |                |
| 43a                                           | Giornico                                                                          | 78,5  | 35,6  | TI      |                |
| 44                                            | Biasca                                                                            | 72,0  | 42,0  | TI      |                |
| 45                                            | San Bernardino Bellinzona Nord - Coira                                            | 55,0  | 59,0  | TI      |                |
|                                               | Area di servizio "Bellinzona"                                                     | 54,0  | 59,5  | TI      |                |
| 47                                            | Bellinzona Sud Locarno                                                            | 47,0  | 67,0  | TI      |                |
| 48                                            | Rivera passo del Monte Ceneri                                                     | 39,0  | 75,0  | TI      |                |
| 49                                            | Lugano Nord Ponte Tresa                                                           | 28,0  | 86,0  | TI      |                |
| 50                                            | Lugano Sud                                                                        | 22,0  | 92,0  | TI      |                |
| 51                                            | Melide-Bissone Morcote-Campione                                                   | 16,4  | 96,1  | TI      |                |
| 52                                            | Mendrisio                                                                         | 8,0   | 106,0 | TI      |                |
|                                               | A24 per Stabio Strada principale 394 per Varese                                   | 8,0   | 107,2 | TI      |                |
|                                               | area di servizio "Coldrerio"                                                      | 4,5   | 109,5 | TI      |                |
| 53                                            | Chiasso                                                                           | 2,5   | 111,5 | TI      |                |
| 54                                            | Chiasso centro                                                                    | 0,5   | 113,5 | TI      |                |
|                                               | Dogana di Brogeda confine internazionale - Italia                                 | 0,0   | 114,0 | CO      |                |
|                                               | Milano Como                                                                       |       |       | CO      |                |

1. ↑  Il semisvincolo n. 46 (Bellinzona centro) è tuttora in costruzione.[3]
2. ↑  Entrata solo verso Lugano[4]